# Giuseppe Volpi
Giuseppe Volpi, primer conde de Misurata (Venecia, 19 de noviembre de 1877-Roma, 16 de noviembre de 1947) fue un empresario y político italiano, famoso por ser quien negoció con las potencias aliadas la deuda de Italia tras la Primera Guerra Mundial.

## Trayectoria
Como empresario, Giuseppe Volpi desarrolló las infraestructuras que a partir de 1903 llevarían la electricidad a Venecia y el resto del norte de Italia, como también a los Balcanes. Como diplomático, fue quien negoció el final de la guerra italo-turca en 1911-1912; y como político, fue gobernador de la colonia de Tripolitania desde 1921 hasta 1925, cuando fue nombrado ministro de finanzas de Italia por Benito Mussolini, año en el que le fue concedido el título de conde de Misurata creado para él por el rey Víctor Manuel III.
En este cargo, que desempeñó hasta 1928, Volpi negoció con bastante éxito la deuda de Italia con Estados Unidos y el Reino Unido a consecuencia de la Primera Guerra Mundial. Su política monetaria incluyó la sujeción del valor de la lira italiana al oro, inaugurando una época deflacionista caracterizada por una reducción del consumo, de los salarios y restricción del crédito. Desde 1926, trató, además, de compensar la debilidad económica italiana con medidas proteccionistas que acentuaron la concentración del capital financiero. Como empresario y representante del sector, también defendió desde el ministerio los intereses de las eléctricas en perjuicio de las poblaciones locales de las zonas montañosas donde estaban radicadas las nuevas centrales hidroeléctricas.
Entre otros muchos cargos de importancia en la industria italiana, Volpi fue presidente del Bienal de Venecia y presidente de la Confindustria. Aficionado al cine, fundó el prestigioso Festival de Cine de Venecia en el marco del Bienal, donde una de las salas de proyección, como también uno de los premios (al mejor actor y mejor actriz), llevan su nombre.

## Familia
Giuseppe Volpi se casó dos veces, la primera vez con Nerina Pisani, una noble florentina, hija del más importante colector y comerciante de arte de Florencia de la época, Luigi Pisani, propietario del Palazzo Lenzi (el mismo retratado en el cuadro de Vittorio Matteo Corcos de 1906). El matrimonio tuvo dos hijas: Marina, quien se casó con el príncipe Carlo Maurizio de Poggio Suasa y futura madre de la condesa y actriz Esmeralda Ruspoli (esposa del conde Enrico Luling Buschetti); y Anna Maria Lausanne, futura esposa del conde Cesare Cicogna.
De su segundo matrimonio, con la argelina Nathalie el-Kanoni —exmujer del famoso joyero francés Jacques Lacloche—, nació su único hijo, Giovanni Volpi.